# Парнолистник сырдарьинский
Парноли́стник сырдарьи́нский (лат. Zygophyllum jaxarticum) — вид двудольных растений рода Парнолистник (Zygophyllum) семейства Парнолистниковые (Zygophyllaceae).

## Распространение
Известен из Китая (Синьцзян-Уйгурский автономный район), Казахстана, Таджикистана, Туркмении и Узбекистана.
Растёт на солёных или песчаных почвах на равнинах, пустынях, по берегам озёр.

## Ботаническое описание
Многолетнее травянистое растение высотой 15—30 см.
Стебли сильно ветвистые.
Цветки одиночные или парные, с лепестками обратнояйцевидной формы.
Плод — цилиндрическая коробочка. Семена продолговато-ланцетные, заострённые, шероховатые.
Цветёт в апреле и мае, плодоносит в июне и июле.

## Таксономия
Впервые описан Михаилом Григорьевичем Поповым в 1925 году в качестве подвида парнолистника красного Zygophyllum miniatum, затем переведён им же в ранг вида Zygophyllum dielsianum. В опубликованном в 1959 году 4-м томе «Флоры Узбекистана» переименован в Zygophyllum jaxarticum по причине занятости предыдущего названия.
Синонимы:
- Zygophyllum dielsianum (Popov) Popov, 1928, nom. illeg.
- Zygophyllum miniatum subsp. dielsianum Popov, 1925